# Ostracodermi
Gli ostracodermi (letteralmente "con pelle a conchiglie") sono alcuni gruppi di pesci estinti, primitivi e senza mascella che erano coperti da un'armatura di piastre ossee.
Fossili appartenenti al taxon Ostracodermi sono stati trovati negli strati dei periodi dall'Ordoviciano al Devoniano di molte zone del mondo.
La superclasse Ostracodermi è stata disposta nell'infraphylum Agnatha assieme con la superclasse esistente dei Cyclostomata, che include le lamprede e le mixine. 
Non compare spesso oggi nelle classificazioni perché è parafiletica o polifiletica, ma ostracodermi ancora è usato come termine informale per i pesci privi di mascella corazzati del Paleozoico.
Erano spesso lunghi meno di 30 centimetri ed erano probabilmente lenti animali bentonici che dimoravano sul fondo del mare.
Oltre alla corazza un'altra innovazione dei ostracodermi era l'uso delle branchie non per l'alimentazione, ma esclusivamente per la respirazione. In tutte le forme di vita precedenti che le avevano, le branchie erano usate sia per respirare che per alimentarsi. 
Avevano sacchetti faringei separati della branchia lungo il lato della testa, che erano permanente aperti senza l'opercolo protettivo. 
Diversamente dagli invertebrati che usano il movimento di ciglia per spostare l'alimento, gli ostracodermi usavano il loro sacchetto muscolare della branchia per generare un'aspirazione che tirava dentro piccole lente prede o i detriti ricchi di nutrimento sul fondo del mare.
Gli ostracodermi sono esistiti in due gruppi importanti, gli eterostraci più primitivi e gli Anaspida, celolepidi, osteostraci. Questi ultimi, noti anche come cefalaspidi (dal genere tipico, Cephalaspis), avevano stabilizzatori laterali per controllare meglio il loro nuoto.
Dopo la comparsa dei pesci con mascelle (placodermi, attinotterigi, squali, ecc.) circa 400 milioni di anni fa, la maggior parte delle specie di ostracodermi subì un declino e gli ultimi ostracodermi si sono estinti alla conclusione del periodo Devoniano.